# Сабарагамува
Сабарагамува (синг. සබරගමුව පළාත Sabaragamuwa Palata, там. சபரகமுவ மாகாணம் Sabaragamuwa Maakaanam) — провінція Шрі-Ланки. Названа на честь сабарів, колишніх місцевих жителів, що відносяться етнічно до Індії. Населення — 1 919 478 осіб (на 2012).
Площа Центральної провінції становить 4968 км². Площа суші — 4921 км². Площа водної гладі — 47 км².
Провінція ділиться на 2 округи:
- Ратнапура, центр — Ратнапура
- Кегалле, центр — Кегалле